# Axiothella quadrimaculata
Axiothella quadrimaculata är en ringmaskart som beskrevs av Augener 1914. Axiothella quadrimaculata ingår i släktet Axiothella och familjen Maldanidae. Inga underarter finns listade i Catalogue of Life.